# Jumpol Adulkittiporn
Jumpol Adulkittiporn (จุมพล อดุลกิตติพร), noto anche con lo pseudonimo di Off (ออฟ) (Bangkok, 20 gennaio 1991), è un attore e conduttore televisivo thailandese.

## Biografia
Jumpol Adulkittiporn, soprannominato Off e anche conosciuto come Tumcial, è un attore, modello, cantante e presentatore nato a Bangkok, in Thailandia. Ha completato la sua istruzione secondaria presso la Wat Rajabopit School e si è laureato presso la Facoltà di Tecnologie dell'Informazione, delle Comunicazioni e International Business presso la Silpakorn University.

## Carriera
Jumpol ha iniziato a lavorare nell'industria dell'intrattenimento quando Nuttapong Mongkolsawas (X), regista di GMMTV, lo ha trovato alla Silpakorn University. A quel tempo, frequentava il 4º anno e Nuttapong gli chiese se fosse interessato a diventare un presentatore.
Nel 2013, ha iniziato a lavorare come uno dei presentatori del programma di Bang Channel "Five Live Fresh" insieme a Tawan Vihokratana (Tay), Thitipoom Techaapaikhun (New), Korawit Boonsri (Gun), Chayapol Bunnag (Aun) e Pariyawit Suwittayawat (Kikey). Dopo la fine del programma, Off ha debuttato come attore e l'anno successivo ha ottenuto il suo primo ruolo da protagonista nella serie "Room Alone". Da allora, ha continuato a lavorare come artista sotto la GMMTV.
Off raggiunge la notorietà quando interpreta Pick in "Senior Secret Love: Puppy Honey" (2016), e nel suo rispettivo sequel, insieme ad Atthaphan Phunsawat (Gun). La forte chimica tra i due attori li ha portati a presentare diversi programmi, a pubblicare singoli e a recitare in diverse serie TV e in drammi romantici come "Theory of Love" (2019) e "Not Me" (2021).
Ha condotto dal 2018 al 2024 alternandosi ogni settimana con altri attori e colleghi dell’agenzia il programma cult della GMMTV, School Rangers, chiudendo il suo percorso nell’episodio “The Great Graduation of Rangers”.
Nel 2022 interpreta nel drama della GMMTV “10 Years Ticket” il ruolo di “Plu”, un ragazzo che abbandona all’insaputa dei suoi affetti l’università entrando in un giro di spaccio di droghe per riuscire a pagare le cure di sua nonna malata di Alzheimer. Riceve molte critiche positive e si guadagna una nomination come “Best Actor in a Supportive Role” agli Asian Awards 2023 e sempre nella stessa categoria agli Asian Accademy Creative Awards 2023.
Da settembre 2023 è uno dei conduttori fissi del programma “GMMTV Live House”, un live show di attualità, aggiornamenti e promo riguardante gli avvenimenti degli attori e le serie TV prodotte dall’agenzia.
Oltre alla sua carriera di attore, Off possiede il marchio di abbigliamento Land of Something e uno studio chiamato Never Normal.

## Filmografia

### Televisione
| Anno | Titolo                                        | Personaggio | Ruolo        |
| ---- | --------------------------------------------- | ----------- | ------------ |
| 2013 | Hormones                                      |             | Guest        |
| 2014 | Room Alone 401-410                            | Puen        | Protagonista |
| 2014 | Five Live Fresh                               | Se stesso   | Conduttore   |
| 2015 | Wifi Society: The Horror Home                 |             | Protagonista |
| 2015 | Ugly Duckling: Pity Girl                      | Tom         | Secondario   |
| 2015 | Room Alone 2                                  | Puen        | Protagonista |
| 2016 | Senior Secret Love: Puppy Honey               | Pick        | Protagonista |
| 2016 | SOTUS: The Series                             | Bright      | Secondario   |
| 2017 | Love Songs Love Series: Still Single          | Nem         | Secondario   |
| 2017 | Senior Secret Love: Puppy Honey 2             | Pick        | Protagonista |
| 2017 | U-Prince Series: The Ambitious Boss           | Li Tang     | Protagonista |
| 2017 | Teenage Mom: The Series                       |             | Guest        |
| 2017 | Bangkok Love Story: Keep Love                 | Joe         | Secondario   |
| 2017 | Fabulous 30: The Series                       | Zen         | Secondario   |
| 2017 | OffGun Fun Night*                             | Se stesso   | Conduttore   |
| 2017 | SOTUS S: The Series                           | Bright      | Secondario   |
| 2018 | School Rangers                                | Se stesso   | Conduttore   |
| 2018 | Chuamong Tong Mon                             | Sun         | Secondario   |
| 2018 | Our Skyy                                      | Pick        | Protagonista |
| 2019 | OffGun Fun Night Season 2                     | Se stesso   | Conduttore   |
| 2019 | Wolf                                          | Por         | Protagonista |
| 2019 | Beauty & The Babes Season 2                   | Se stesso   | Conduttore   |
| 2019 | Theory of Love                                | Khai        | Protagonista |
| 2020 | Girl Next Room: Motorbike Baby                | Krathing    | Guest        |
| 2020 | Girl Next Room: Midnight Fantasy              | Krathing    | Guest        |
| 2020 | Girl Next Room: Richy Rich                    | Krathing    | Protagonista |
| 2020 | Friend Club                                   | Se stesso   | Conduttore   |
| 2020 | Fai Sin Chua                                  | Ron         | Protagonista |
| 2020 | I'm Tee, Me Too                               | Mae-Tee     | Protagonista |
| 2020 | The Shipper                                   |             | Cameo        |
| 2020 | OffGun Mommy Taste*                           | Se stesso   | Conduttore   |
| 2020 | Theory of Love: Special Episode "Stand By Me" | Khai        | Protagonista |
| 2021 | Girl2K                                        | Thawin      | Protagonista |
| 2021 | 46 Days                                       | Mor Pat     | Protagonista |
| 2021 | Safe House Season 2                           | Se stesso   | Concorrente  |
| 2021 | Not Me                                        | Sean        | Protagonista |
| 2022 | Safe House Season 3                           | Se stesso   | Concorrente  |
| 2022 | Astrophile                                    | Tankhun     | Protagonista |
| 2022 | Midnight Motel                                | Mote        | Protagonista |
| 2022 | 10 Years Ticket                               | Plu         | Protagonista |
| 2023 | Cooking Crush                                 | Ten         | Protagonista |
| 2023 | The Jungle                                    | Pine (Lion) | Protagonista |
| 2023 | GMMTV Live House*                             | Se stesso   | Conduttore   |
| 2024 | The Trainee                                   | Jane        | Protagonista |
| 2025 | Break Up Service                              | Boss        | Protagonista |
| 2025 | Burnout Syndrome                              | Ko          | Protagonista |

"*"= programma ancora in corso o con episodi speciali ricorrenti

### Fanmeeting e FanFest
| Anno | Evento                               | Artisti | Luogo              |
| ---- | ------------------------------------ | --- | ------------------ |
| 2019 | Funtastic Babii (1st OffGun Fanmeet) | Off Jumpol & Gun Atthaphan                                                                                          | Impact Arena       |
| 2019 | Y I LOVE YOU FAN PARTY               | Many Artist | Thunder Dome       |
| 2020 | Fantopia                             | Many Artist | Impact Arena       |
| 2022 | Love Out Loud Fan Fest               | Off Jumpol, Gun Atthaphan, Krist Perawat, Singto Prachaya, Tay Tawan, New Thitipoom, Bright Vachirawit, Win Metawin | Impact Arena       |
| 2023 | Beluca Fourtiverse Concert           | Off Jumpol, Gun Atthaphan, Tay Tawan, New Thitipoom                                                                 | Royal Paragon Hall |
| 2023 | The Krist Element Concert (Guest)    | Krist Perawat, Off Jumpol, Gun Atthaphan, Tay Tawan, New Thitipoom, Singto Prachaya                                 | Union Mall         |
| 2024 | BABII 24/7 CONCERT                   | Off Jumpol & Gun Atthaphan                                                                                          | Impact Arena       |
| 2025 | PEBACA “WHAT A CONCERT!”             | Off Jumpol, Gun Atthaphan, Tay Tawan, New Thitipoom, Krist Perawat, Singto Prachaya                                 | Impact Arena       |

## Discografia

### Singoli
| Anno | Titolo                                                | Interpreti |
| ---- | ----------------------------------------------------- | --- |
| 2019 | The Loudest Silence (Cover)                           | Off Jumpol & Gun Atthaphan |
| 2020 | ไม่รักไม่ลง (Too Cute To Handle)                         | Off Jumpol & Gun Atthaphan |
| 2021 | ไม่รักไม่ลง (Too Cute To Handle Cover)                   | Mike Chinnarat ft. Off Jumpol |
| 2022 | เข้าข้างตัวเอง (MY SIDE) (Not Me OST)                    | Off Jumpol & Gun Atthaphan |
| 2022 | Save All Memories In This House (Safe House Season 3) | Off Jumpol, Gun Atthaphan, Earth Pirapat, Mix Sahaphap, Neo Trai, Louis Thanawin, Sea Tawinan, Jimmy Jitaraphol, Joong Archen, Dunk Natachai      |
| 2022 | Law Of Attraction (Love Out Loud Fan Fest)            | Off Jumpol, Gun Atthaphan, Krist Perawat, Singto Prachaya, Tay Tawan, New Thitipoom, Bright Vachirawit, Win Metawin                               |
| 2023 | Beast Inside (The Jungle OST)                         | Off Jumpol, Nanon Korapat, Lee Thanat, Luke Ishikawa, Krist Perawat                                                                               |
| 2023 | In The End (The Jungle OST)                           | Off Jumpol |
| 2023 | What's Zabb (Cooking Crush OST)                       | Off Jumpol & Gun Atthaphan |
| 2023 | กอด กอด (Hugs)                                        | Off Jumpol, Gun Atthaphan, Tay Tawan, New Thitipoom, Pond Naravit, Phuwin Tang, Fourth Nattawat, Gemini Norawit, Perth Tanapon, Chimon Wachirawit |

## Premi e Nomination
| Premio                         | Anno | Categoria                              | Destinatario                     | Risultati  |
| ------------------------------ | ---- | -------------------------------------- | -------------------------------- | ---------- |
| HOWE Awards                    | 2018 | Best Couple (con Gun Atthaphan)        | OffGun                           | Vinto      |
| Great Stars Social Awards      | 2017 | Couple of the Year (con Gun Atthaphan) | OffGun                           | Nomination |
| Great Stars Social Awards      | 2018 | Best Couple (con Gun Atthaphan)        | OffGun                           | Nomination |
| Great Stars Social Awards      | 2019 | Best Couple (con Gun Atthaphan)        | OffGun                           | Vinto      |
| Joox Thailand Music Awards     | 2020 | Most Stylish Male                      | Off Jumpol                       | Vinto      |
| Kazz Awards                    | 2019 | Kazz Magazine's Choice (Male)          | Off Jumpol                       | Vinto      |
| Kazz Awards                    | 2021 | Top Actor Award                        | Off Jumpol                       | Nomination |
| Kazz Awards                    | 2022 | Best Scene (con Gun Atthaphan)         | Not me                           | Nomination |
| Kazz Awards                    | 2024 | Outstanding Man of the Year            | Off Jumpol                       | Vinto      |
| LINE TV Awards                 | 2019 | Best Couple (con Gun Atthaphan)        | OffGun                           | Vinto      |
| LINE TV Awards                 | 2020 | Best Couple (con Gun Atthaphan)        | OffGun                           | Vinto      |
| ManGu Magazine Thailand        | 2019 | Best Couple (con Gun Atthaphan)        | OffGun                           | Vinto      |
| Maya Awards                    | 2018 | Best Couple (con Gun Atthaphan)        | OffGun                           | Nomination |
| Maya Awards                    | 2019 | Best Couple (con Gun Atthaphan)        | OffGun                           | Vinto      |
| Maya Awards                    | 2020 | Best Couple (con Gun Atthaphan)        | OffGun                           | Nomination |
| Maya Awards                    | 2022 | Best Couple (con Gun Atthaphan)        | OffGun                           | Nomination |
| Asian Accademy Creative Awards | 2022 | Best Actor in a Supporting Role        | Tankhun (Astrophile) Off Jumpol  | Vinto      |
| Asian Accademy Creative Awards | 2023 | Best Actor in a Supporting Role        | Plu (10 Years Ticket) Off Jumpol | Nomination |
| Asian Awards                   | 2022 | Best Actor in a Supporting Role        | Tankhun (Astrophile) Off Jumpol  | Nomination |
| Asian Awards                   | 2023 | Best Actor in a Supporting Role        | Plu (10 Years Ticket) Off Jumpol | Nomination |